# وین بیکر (بازیکن فوتبال)
وین بیکر (انگلیسی: Wayne Baker؛ زادهٔ ۴ دسامبر ۱۹۶۵) بازیکن فوتبال اهل بریتانیا است.
از باشگاه‌هایی که در آن بازی کرده‌است می‌توان به باشگاه فوتبال شفیلد ونزدی، باشگاه فوتبال آلترینچام، باشگاه فوتبال دارلینگتون، باشگاه فوتبال هروگیت تاون، باشگاه فوتبال ویتبای تاون، و باشگاه فوتبال گایزلی اشاره کرد.